# Hexatoma madagascariensis
Hexatoma madagascariensis är en tvåvingeart som beskrevs av Alexander 1933. Hexatoma madagascariensis ingår i släktet Hexatoma och familjen småharkrankar.
Artens utbredningsområde är Madagaskar. Inga underarter finns listade i Catalogue of Life.